# Guy Ryder
Guy Ryder (Liverpool, 3 januari 1956) is een Brits syndicalist.

## Levensloop
Nadat hij afstudeerde als Master of Arts in de politieke en sociale wetenschappen aan de Universiteit van Cambridge in 1982 ging hij aan de slag als assistent bij de internationale afdeling van de Britse vakbond Trades Union Congress (TUC). Deze functie oefende hij uit tot hij  in 1985 werd aangesteld als secretaris van de sectie Industriële handel van de Fédération Internationale des Employés, Techniciens et Cadres (FIET), de voorloper van de UNI Wereldvakbond.
In 1998 maakte hij de overstap naar het Internationaal Verbond van Vrije Vakverenigingen (IVVV) waar hij aan de slag ging als adjunct-voorzitter. In 2001 werd hij verkozen tot voorzitter van deze organisatie. Tevens was hij in deze periode (1993-'98) actief als secretaris van het werknemersbureau van de Internationale Arbeidsorganisatie (IAO) en vanaf 1998 als directeur van deze afdeling. Een jaar later werd hij aangesteld als directeur van het ILO-bureau van de directeur-generaal, een functie die hij uitoefende tot en met januari 2002.
In 2006 speelde hij als algemeen secretaris van het IVVV en belangrijke rol in de totstandkoming van het Internationaal Vakverbond (IVV), waarvoor hij tijdens het oprichtingscongres van november 2006 verkozen werd tot algemeen secretaris. Hij bleef Hij bleef deze functie uitoefenen tot hij in 2010 terugkeerde naar de IAO, alwaar hij werd aangesteld als adjunct-directeur-generaal. Van 1 oktober 2012 tot 1 oktober 2022 was hij er directeur-generaal.
In 2009 werd hij tijdens de Birthday Honnours benoemd tot Commandeur in de Orde van het Britse Rijk (CBE). Daarnaast is hij een van de leidende figuren van de Global Call to Action Against Poverty (GCAP), waarvoor hij sprak op de Wereldtop van 2005.